# ピカチュウ
ピカチュウは、ポケットモンスターシリーズに登場する1025種のポケモンのうちの一種で、任天堂、クリーチャーズとゲームフリークの登録商標（日本第4247910号ほか）。ゲームの最初に選ぶ3種類のポケモンではないが、アニメでは主人公・サトシのパートナーとなるなど、日本国内外問わずポケモンを象徴するキャラクターであり、マリオと並ぶ任天堂の看板キャラクターでもある。ポケットモンスター 赤・緑のマイナーチェンジ版ポケットモンスター ピカチュウでは最初のポケモンとして選ばれた。

## 特徴

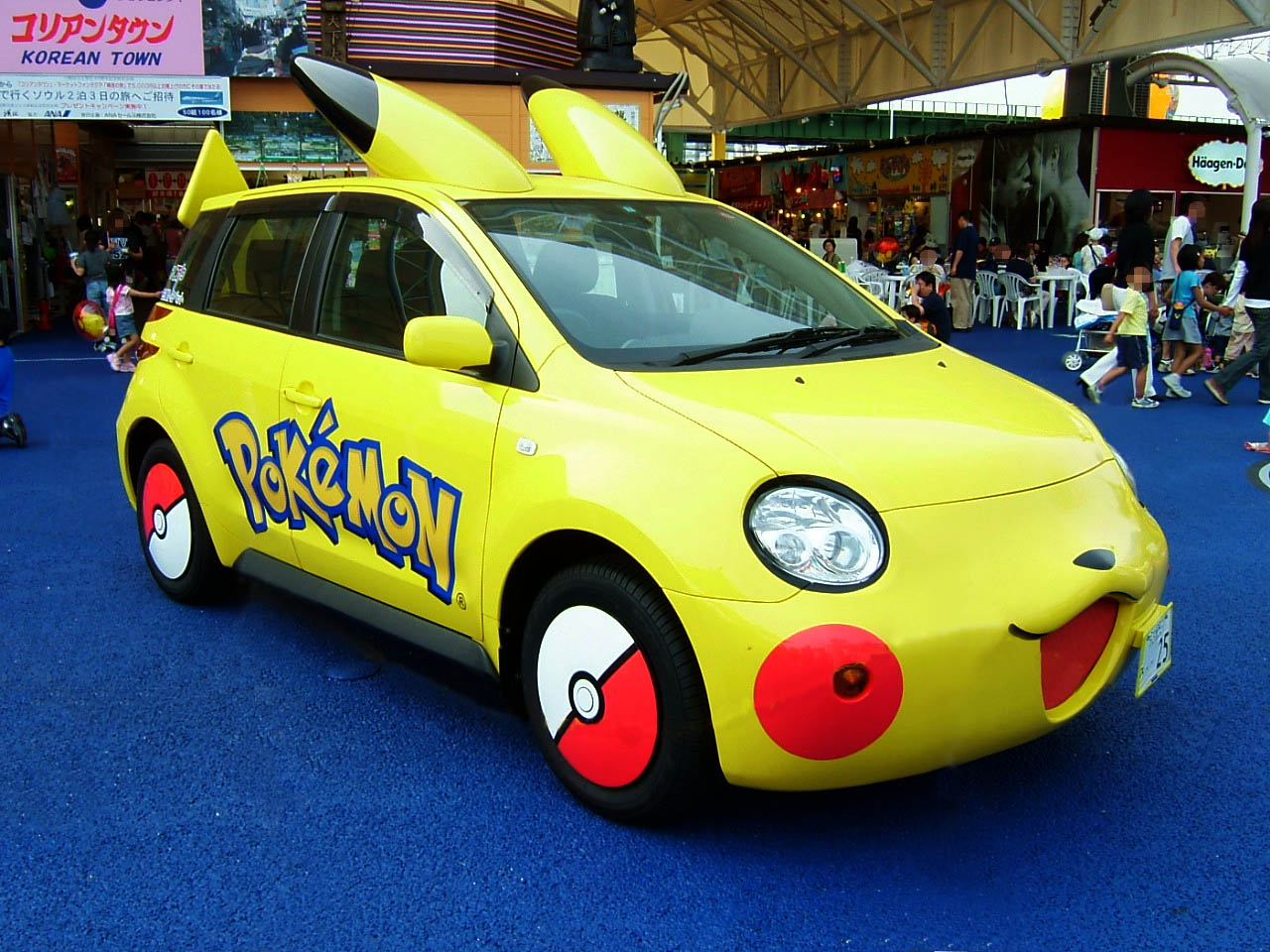
ポケモンカーの一種「ピカチュウカー」(愛・地球博・デ・ラ・ファンタジア内ポケパークにて)

齧歯類をモチーフとしたポケモン。分類は「ねずみポケモン」とされるが、ネズミよりもむしろ、リスのような、頬袋のある動物をイメージしている。
ポケモン図鑑に記録されている標準的な体長は0.4m、体重は6.0kgである。体毛は黄色・背に茶色の縞模様があり、耳の先端が黒い。また、尻尾は稲妻のようなギザギザの形をしており、付け根は茶色くなっている。メスは尻尾の先端が二股に分かれている（ハートマークに似た形状）。ただし外見上の性差は『ダイヤモンド・パール』で初めて表現されたので、それ以前の作品では見られない。頬には赤斑点に見える「でんきぶくろ」と呼ばれる、電気を生成するための器官が備わっている。
戦う時は体当たりをしたり、尻尾を叩きつけたりする他、この「でんきぶくろ」で作られた電気を放出して相手にぶつける「10まんボルト」や「かみなり」で相手を攻撃する。尻尾を掴まれることを嫌い、無闇に引っ張る者には噛み付くこともあるという。硬い木の実でも、電撃で焼いて柔らかくしてから食べるという知恵も持っている。電気ねずみと呼ばれると機嫌を損ねることもある。また、何匹か集団でいるとそこに猛烈な電気がたまり、稲妻が落ちることもあるらしい。

## 名称
「ピカチュウ」という名前を付けたのは、デザイナーのにしだあつこである。杉森建によると、でんきタイプのポケモンのデザインを依頼されたにしだが、大福に耳を付けたような最初のデザインの完成と同時に「ピカチュウ」と名付けたという。にしだは、デザインについて、依頼の際にモチーフは指定されておらず、リスをイメージしてデザインしたものであると述べており、「ピカチュウ」という名前については、あまり深く考えずに付けたもので、「ピカ」は電気とわかるように入れたものだが、「チュウ」はネズミの意味ではなく響き等から付けただけと説明している。また、「ピカチュウ」という名前が先にあって、そこからネズミという設定が生まれたとも述べており、杉森も、田尻智が設定の文章を書いたときに後付けで決めたと語っている。
田尻は、『ポケットモンスター 赤・緑』発売から3年後の1999年に行われた『タイム・アジア』誌によるインタビューで、ピカチュウの名前について、「ピカ」は電気火花（electric spark）が弾ける音で、「チュウ」はネズミの鳴き声だと説明している。
多くの登場キャラクターやポケモンの名前が日本版と日本版以外では異なる中にあって、ピカチュウは表記は違えど万国共通で発音が「ピカチュウ」である。これは日本側が全世界でピカチュウの名称を統一するよう要請したためである。
英仏独で"Pikachu"、中国語簡体字で「皮卡丘」（普通語/ピン音：Píkǎqiū）、広東語で「比卡超」（改Yale式：Bei2ka1chiu1）、韓国で「피카츄」（Pikachyu）、アラビア語では「بيكاتشو」（bi:ka:t'shu:）と表記される。

## ゲームでのピカチュウ

### 『ポケットモンスター』シリーズでのピカチュウ
本編ゲームには、『ピカチュウ』『ブラック・ホワイト』『ブラック2・ホワイト2』以外の全ての作品では野生のポケモンとして出現した。また『金・銀』シリーズ以降、ピチューが十分になついた状態でレベルアップすると進化する（ピチューが登場しない『Let's Go! ピカチュウ・Let's Go! イーブイ』を除く）。
一部の特別な個体を除く、アイテム「かみなりのいし」を使用することでライチュウに進化できる。比較的「こうげき」が55、「すばやさ」が90と高い反面、「ぼうぎょ」は40、「とくぼう」は50といった防御面の能力は低い。「とくこう」は50で、「こうげき」の55に比べれば平均的。
『金・銀』からはアイテム「でんきだま」を持たせることで「とくこう」が（『ダイヤモンド・パール』以降は「こうげき」も）2倍に上昇し、攻撃面に限っては進化後のライチュウをも超えることが出来る。『エメラルド』以降の作品ではこの「でんきだま」をピカチュウに持たせて育て屋に預けると、ピカチュウ系統のみが覚えられる技「ボルテッカー」を覚えたピチューのタマゴが入手できる。
『ピカチュウ』から『エメラルド』および外伝の『ポケモン不思議のダンジョン 青の救助隊・赤の救助隊』まで、レベルアップで覚える技は不変だった。
鳴き声は他のポケモン同様の電子音が使用されていたが、2013年発売の『X・Y』以降の作品から、アニメ版のサトシのピカチュウ同様に、大谷育江の声が使用されている（例外として、『X・Y』以前に発売された作品のうち、『ピカチュウ』版でのみ大谷の声が使用されている）。この仕様は2021年発売の『ブリリアントダイヤモンド・シャイニングパール』まで継続したが、2022年発売の『LEGENDS アルセウス』から電子音へと戻り、以降の本編作品でも電子音が使用されている(『Pokémon Sleep』など本編以外の作品では大谷の声が使用されることがある)。
赤・緑・青、ファイアレッド・リーフグリーン
『赤・緑・青』では出現率こそ低いものの、序盤のトキワの森で登場する数少ないでんきタイプのポケモンである。中盤から終盤になると行ける無人発電所でも登場する。
ピカチュウ
『ピカチュウ』バージョンでは最初にもらうポケモンとなっている。ただし野生のポケモンとしては出現しなくなっており、このバージョンで入手できるのはこの1匹だけである。
このピカチュウは鳴き声に大谷育江の声が使用されているほか、モンスターボールに入らずプレイヤーの後ろに付いて歩く、「かみなりのいし」による進化を拒むなど、アニメ版の主人公であるサトシの手持ち個体の特徴が再現されている。
また、レベルアップで覚える技も変更されて自力で「10まんボルト」を覚えるようになった他、「かみなり」を覚えるレベルも引き下げられた。これによってピカチュウ以前のバージョンからピカチュウとして使いやすくなった。
さらにこのピカチュウはピカチュウだけに効果があるアイテム「でんきだま」を持っており、『金・銀』等のソフトで確認することができる。なみのりを覚えたピカチュウ（最初にもらったものでなくてもよい）がいればミニゲームに挑戦できる。
金・銀・クリスタル
『金・銀・クリスタル』では、2番道路（トキワの森と一体化された道路の草むら）で稀にエンカウントで出現する。
本作より、ピチューからの進化が対応となった。
ルビー・サファイア・エメラルド
『ルビー・サファイア・エメラルド』ではサファリゾーンで入手する事が出来る。捕獲したピカチュウは稀に「でんきだま」を持っていることがある。
ファイアレッド・リーフグリーン
『ファイアレッド・リーフグリーン』では『赤・緑・青』同様にトキワの森で登場する。なお、こちらで捕獲したピカチュウは「でんきだま」を持たない。
ダイヤモンド・パール・プラチナ
『ダイヤモンド・パール・プラチナ』では212番道路にあるポケモン屋敷の裏庭に出現する。
同作からはレベルアップで覚える技がいくつか増え、「でんきだま」で「こうげき」も上昇するようになった。
また、ゲーム中ではピカチュウのコスプレをした「ポケモンごっこ」というトレーナーが登場し、マップ上では本物のピカチュウと見分けがつかない。
ハートゴールド・ソウルシルバー
『ハートゴールド・ソウルシルバー』では『金・銀・クリスタル』で2番道路の一部として木をそれっぽく並べる形で簡略されていたトキワの森がダンジョンとして復活したことで、『赤・緑・青』と同様に出現率こそ低いが出現するようになっている。
またポケウォーカー用のお出かけコースの中では通常プレイで出現する「リゾートち」に加えて、Wi-Fiコネクションや一部店舗において限定配信された「きいろのもり」及びポケモンセンターで配信された「おかいもの」にも登場する。
「きいろのもり」で出てくるポケモンはピカチュウのみだが、通常のプレイでは覚えられない・覚えるのが困難な技を覚えたピカチュウと出会うこともできる。「おかいもの」はピカチュウ以外にも、全国のポケモンセンターにゆかりのあるポケモン等が登場する。
また、作品内で最強のトレーナーであるレッドが先発として使用するポケモンでもある。レベルは88と彼の手持ちポケモンの中で最も高く、更に「でんきだま」を所持している強敵。また、このピカチュウはアニメ版におけるサトシのピカチュウと同じ技構成になっている。
ブラック・ホワイト・ブラック2・ホワイト2
『ブラック・ホワイト』、『ブラック2・ホワイト2』では道路通し番号のリセットなどが行われるなど設定自体がこれまでのシリーズと大きく異なる作品でもあるため、現時点の本編作品では唯一ストーリー中に野生の個体が一切登場しない作品となっている。ただしNPCが連れ歩いているものや街のオブジェ、Cギアのスキンなどでその姿を見ることは可能である。
また、エンディングを迎えた後に『ダイヤモンド・パール・プラチナ』『ハートゴールド・ソウルシルバー』で入手した個体を連れてくることができる。
なお「ポケモンドリームワールド」の紹介記事では開発中の画面に登場しているものの、2011年現在は同サイト内でピカチュウが出現することはない。
2011年夏のイベントでは隠れ特性「ひらいしん」と道具「でんきだま」を持ち、さらに通常覚えられない「うたう」を覚えた「うたうピカチュウ」が『ブラック・ホワイト』向けとしては初めて配信された。
X・Y
『X・Y』では初代の赤・緑同様に序盤であるハクダンの森や3番道路で出現する。また、本作から鳴き声に大谷育江の声が使用されている。
覚えることのできる技が変更され、「アイアンテール」等が覚えられなくなっている。
オメガルビー・アルファサファイア
『オメガルビー・アルファサファイア』は『ルビー・サファイア』のリメイク作品であり、（鳴き声に大谷育江の声を使用という点を除いて）基本仕様は同一となっている。ただし、今作では通常個体のピカチュウのほか、主人公が「ポケモンコンテストライブ！」に初めて参加すると、「おきがえピカチュウ」という特別なピカチュウ個体を入手出来る。しっぽの先に黒いハートマークが付いている。コンテスト会場の控室にある「衣装ケース」で、コンテストの5つのタイトルにそれぞれ対応した姿に着替えることが出来る。また、着替えた際に通常では覚えられないかつ各タイトルに対応したわざを覚えることが出来る。
「おきがえピカチュウ」は特別なピカチュウ個体であり、かみなりのいしでライチュウに進化する事ができず、育て屋に預けてもタマゴが発見されない。また、「おきがえピカチュウ」はオメガルビー・アルファサファイア以外の作品に転送できない。
着替えられる姿は以下の通り。
ハードロック・ピカチュウ
ロックンロールな衣装を身にまとったヘビメタ風のピカチュウ。「かっこよさ」をアピールし、「コメットパンチ」を覚える。
マダム・ピカチュウ
白と青のコスチュームをまとう、貴婦人風のピカチュウ。まつ毛がある。「うつくしさ」をアピールし、「つららおとし」を覚える。
アイドル・ピカチュウ
ピンクのドレスとリボンを付けた、今どきのアイドルスタイルのピカチュウ。まつ毛が二本になり、瞳の輝きが増している。「かわいさ」をアピールし、「ドレインキッス」を覚える。
ドクター・ピカチュウ
白衣と瓶底眼鏡、博士帽を被った教授風のピカチュウ。白衣のポケットにお菓子が入っている。「かしこさ」をアピールし、「エレキフィールド」を覚える。
マスクド・ピカチュウ
覆面をつけたプロレスラー風のピカチュウ。「たくましさ」をアピールし、「フライングプレス」を覚える。
サン・ムーン・ウルトラサン・ウルトラムーン
Zクリスタルの一つである「ピカチュウZ」を「ボルテッカー」を覚えているピカチュウに持たせると、専用Zワザ「ひっさつのピカチュート」を使用することができる。
サトシのピカチュウ
通常個体のピカチュウのほか、アニメ版の主人公サトシの帽子を被った「サトシのピカチュウ」7種類が2017年の劇場版『キミにきめた!』関連イベントで配布された。これらの個体は、配布時に覚えている技も、それぞれアニメ内で覚えている技と同じであり、「10まんボルト」を覚えている状態でZクリスタルの一つである「サトピカZ」を持たせると、専用Zワザ「1000まんボルト」を使用することができる。サトシのピカチュウは特別なピカチュウ個体なので、通常の個体と異なり進化およびZワザ「ひっさつのピカチュート」の使用することができず、育て屋に預けてもタマゴが発見されない。ただし、『ポケモンバンク』を預けることができる。
7種類のうち、過去のアニメシリーズの帽子を被った6種類は『キミにきめた!』の前売券特典として配布され、『サン・ムーン』で手に入れる事が出来た（入手した姿はシリアル入力時期によって異なる）。残りの1種類（「キミにきめた!」の帽子を被ったピカチュウ）は『キミにきめた!』で配布される「ポケモンガオーレ」のディスク記載のQRコードを『ウルトラサン・ウルトラムーン』に読み取る事でが出来た。
7種類の姿は以下の通り。
オリジナルキャップ
初期シリーズ（無印）のサトシの帽子を被ったピカチュウ。
ホウエンキャップ
『アドバンスジェネレーション』（AG）のサトシの帽子を被ったピカチュウ。
シンオウキャップ
『ダイヤモンド&パール』（DP）のサトシの帽子を被ったピカチュウ。
イッシュキャップ
『ベストウイッシュ』（BW）のサトシの帽子を被ったピカチュウ。
カロスキャップ
『XY』のサトシの帽子を被ったピカチュウ。
アローラキャップ
『サン&ムーン』（SM）のサトシの帽子を被ったピカチュウ。
キミにきめた!キャップ
『キミにきめた!』および『みんなの物語』のサトシの帽子を被ったピカチュウ。

Let's Go! ピカチュウ・Let's Go! イーブイ
『Let's Go! ピカチュウ・Let's Go! イーブイ』では『赤・緑』シリーズ同様、トキワの森で通常の個体が手に入ることができるほか、『Let's Go ピカチュウ』バージョンのみ、通常の個体とは別に「相棒ピカチュウ」という特別な個体が最初にもらうポケモンとなっている。
「相棒ピカチュウ」は通常の個体のピカチュウとは仕様が異なり、各ステータスが通常の個体より高い、「相棒わざ」という専用技が使用できる一方に、進化および他作品への転送などはできない。相棒わざは、通電する大波を起こして相手全員を押し流しつつ時々まひさせることもある「ざぶざぶサーフ」、風船で浮き上がり真上から急降下で突っ込み時々怯ませる事もある「ふわふわバルーン」、電気を迸らせながら必ず先制で確実に急所を狙って突進する「ばちばちアクセル」、絆が深ければ深いほど威力が強まる巨大な雷を落とす「ピカピカサンダー」の4つが使用可能。
ソード・シールド
『ソード・シールド』では4番道路で稀にエンカウントで出現する。エキスパンション・パス『鎧の孤島』では集中の森でエンカウントで出現する。
通常のピカチュウの他、『ポケットモンスター Let's Go! ピカチュウ』のセーブデータがあった状態で『ソード・シールド』をプレイした場合、特別なキョダイマックス個体のピカチュウを手に入れる事が出来た。
また、エキスパンション・パス発売および映画放送25周年記念として、「ワールドキャップ」（テレビアニメ第7シリーズのサトシの帽子）を被ったサトシのピカチュウで新たに配布され、『サン・ムーン』『ウルトラサン・ウルトラムーン』で配布された7種類もイベント『夏の思い出、ゲットだぜ! 25周年ポケモン映画祭』で再配布される（合わせて、『ポケモンバンク』で預けたサトシのピカチュウが『Pokémon HOME』を経由して『ソード・シールド』に転送可能）。
キョダイマックスのすがた
高さ:21.0m。キョダイマックス個体のピカチュウがダイマックスした姿。第一世代のデザインを彷彿とさせるずんぐりと丸みのある体型をしており、尻尾も長くなった。この状態では、でんきタイプの技がキョダイマックスわざ「キョダイバンライ」に変化する。なお、キョダイマックス個体のピカチュウは進化できず、『Pokémon HOME』を経由して『ソード・シールド』以外の作品への転送はできない。
キョダイマックスのすがたのピカチュウは上記のセーフデータ連動の他、期間限定イベントでも配信された。さらに、エキスパンション・パス『鎧の孤島』発売以降、通常個体のピカチュウをキョダイマックス個体にする（または通常個体のピカチュウに戻す）ことが可能。
『テレビアニメ第7シリーズ』のポケモンワールドチャンピオンシップス内ではサトシのピカチュウがキョダイマックスする形で登場する。
ブリリアントダイヤモンド・シャイニングパール
『ブリリアントダイヤモンド・シャイニングパール』は『ダイヤモンド・パール・プラチナ』のリメイク作品であり、基本仕様は同一となっている。
前述の通りデフォルトの鳴き声は大谷育江の声となっているが、ゲーム内アイテム「DSプレイヤー」を使用すると、鳴き声が『ダイヤモンド・パール・プラチナ』当時の電子音に変更することが可能。
Pokémon LEGENDS アルセウス
『Pokémon LEGENDS アルセウス』では黒曜の原野、純白の凍土で低確率でエンカウントで出現する。
前述の通り、本作以降の鳴き声が『ブラック2・ホワイト2』以前の作品と同様に電子音へと戻った。
スカーレット・バイオレット
『スカーレット・バイオレット』では南2番〜4番エリア、西3番エリアで低確率でエンカウントで出現する。
また早期購入特典として、通常では覚えることのできない「そらをとぶ」を覚える「テラスタイプ：ひこう」のピカチュウを手に入れる事が出来た。
『Pokémon HOME』対応以降、上記のサトシのピカチュウが本作に移動する事も出来た（ただし鳴き声が通常のピカチュウと同じ電子音となる）。

### 外伝作品でのピカチュウ
『ポケモンスタジアム』ではリーグ戦の最終戦に出場させてクリアすることで、「なみのり」を覚えさせる事が出来る。
『ポケモンコロシアム』では主人公のパートナー・ミレイの祖父ローガンのパートナーとして登場、バトルシーンを見ることが出来る。シャドー戦闘員のコワップと孤軍奮闘するも、相手のダーク・ポケモンであるカポエラーに負けてしまう。また、予約特典の拡張ディスクを所持していて特定の条件を満たすと、「でんきだま」を持ったLv10のピカチュウを入手することができる。
『ポケモンピンボール』及び『ポケモンピンボール ルビー&サファイア』では左右アウトレーンでセーバーとして待機し、ループにボールを通してスピナーを回転させることで充電が完了すると、アウトレーンに侵入したボールを電撃で上に跳ね返し、フリッパー下への落下を防いでくれる。初期状態ではピカチュウが1匹だけだが、条件を満たすと都度の充電が不要となり前者ではピカチュウが2匹、後者では反対側にピチューが待機する。両バージョンともピカチュウの声はアニメと同じく大谷育江、後者で登場するピチューの声はカスミのトゲピーなども演じたこおろぎさとみが担当。GETモードやEGGモードで捕獲可能な個体は電子音の鳴き声となる。
『ポケモン不思議のダンジョン』シリーズでは主人公およびパートナー候補（パートナーとして選んだ場合の性別はアニメに登場するサトシのピカチュウと同じくオスで一人称も「ぼく」）のポケモンの一種として登場する。攻撃わざの少なさをサポートわざの豊富さで補っている。しかし、レベル1の時の能力がHPを除いて全て1、レベル100になってもHP以外のステータスはピチューを下回っておりステータス面を見ればポケモンの中心キャラとは思えない冷遇ぶりでもある。しかし2マス先の敵を攻撃できる「でんこうせっか」、部屋全体の仲間を倍速にする「こうそくいどう」、『時の探検隊・闇の探検隊』では部屋全体の敵を攻撃できる「ほうでん」など、当ゲームにおいて非常に役に立つ技を覚えたり、弱点も少なくレベルアップによる能力の伸びも良いことから、『時の探検隊・闇の探検隊』の主人公・パートナーポケモンのなかではトップクラスの強さを持つ。
『ポッ拳 POKKÉN TOURNAMENT』ではバトルポケモンの1匹。一部のモーションで鉄拳シリーズの主人公の1人、三島平八の格闘技を使用する。また、今作では「マスクドピカチュウ」というメスのピカチュウも使用可能で、性能は大きく異なっている。
スマートフォン用アプリ『Pokémon GO』では『ピカチュウ』版及び『X・Y』以降の作品同様に鳴き声に大谷育江の声が使用されている。通常時は、野生時の出現率が他のポケモンに比べて低くなっている。ゲーム内イベントの際には、しばしばイベント内容に合わせた飾りや衣服をつけたピカチュウが登場する。また達成率を示す「メダル」の1つとしてピカチュウの捕獲数によって得られる「ピカチュウだいすきクラブ」が用意されているほか、相棒ポケモンにピカチュウを選んだ場合、最初の時点ではトレーナーの横に並んでいるのが、10キロメートル歩くと肩に乗るようになる。
『名探偵ピカチュウ』では主人公・ティムの相棒として登場する。人語を理解し、ティムと会話をすることが出来る。だがティム以外の普通の人にはポケモンとしての鳴き声にしか聞こえない。声は大川透。続編『帰ってきた 名探偵ピカチュウ』でも同様の設定で登場するが、声が山寺宏一へと変更された。なお、ゲーム内には別個体のピカチュウも登場し、そちらは大谷が声を当てている。
『Pokémon UNITE』では操作ポケモンとして登場。電撃による遠距離攻撃が得意。Lv1で「でんきショック」か「エレキネット」のどちらか1つ、Lv3で選ばなかった方の技を覚えることができる。Lv4になると「エレキボール」か「かみなり」、Lv6で「ボルテッカー」か「10まんボルト」、Lv11とLv13で選んだ技がグレードアップする。ユナイトわざはLv9で覚え、一定範囲内に入った相手に大きな落雷でダメージを与える「フルボルトストーム」。ユナイト技発動後は一定時間移動速度が上がる。

### 大乱闘スマッシュブラザーズでのピカチュウ
『大乱闘スマッシュブラザーズシリーズ』ではマリオやリンクなどと共にシリーズ全作で初期キャラクター（ファイター）として登場。声優はサトシのピカチュウと同じく大谷育江が担当。
色変え時の体色の変化は控えめで、帽子やバンダナなどを装着する。この中には『ポケモン』本編シリーズの主人公が被っていた服装も含まれている。『大乱闘スマッシュブラザーズ SPECIAL』ではカラーバリエーションとして、メスのピカチュウやマスクド・ピカチュウを選択できるようになった。
シリーズを通してスピード重視の能力付け。ただしそれほど制御が難しいわけではなく、比較的初心者でも扱いやすいキャラクターとなっている。また、電撃を使った攻撃ワザは威力が高めに設定されている。スピードと手数で相手にダメージを蓄積していくのが得意としている。通常必殺ワザである「でんげき」による飛び道具攻撃が出来、牽制としても優秀。上必殺ワザ「でんこうせっか」や横必殺ワザ（2作目『大乱闘スマッシュブラザーズDX』以降）「ロケットずつき」は復帰にも使える。下必殺ワザ「かみなり」は頭上に雷雲を発生させて自身に雷を落とすというもので、落雷は上方攻撃に使え、雷を受けてピカチュウが発する衝撃波は威力が高く、作品を追うごとに当たり判定・ふきとばし力が強化されており、大きな武器となる。投げ技からのコンボが繋がりやすかったり、体格が小さいため攻撃が当たりにくいのも長所。弱点は軽量級の為にふっとばされやすく、隙は少ないが低威力の肉弾戦と、威力は高めだが隙は大きい電撃攻撃と攻撃ワザの長所短所がはっきりしている。
『大乱闘スマッシュブラザーズDX』と『大乱闘スマッシュブラザーズ SPECIAL』では、ピカチュウをベースにしたファイターとして進化前のピチューも登場している。
『大乱闘スマッシュブラザーズX』より登場した大技「最後の切りふだ」は「ボルテッカー」。巨大な電撃の球体となってあらゆる地形を貫通して10秒間ほど自在に動け、攻撃ボタンを押すと放電して攻撃範囲が広がる。全キャラの切りふだ中でトップクラスの攻撃力を誇るが、制御に難がある。『大乱闘スマッシュブラザーズ for Nintendo 3DS / Wii U』ではふっとばし力が抑えられたが制御しやすくなり、相手を場外へ追い出す戦法が可能になった。ただし、場外で切りふだが解除されると無防備になる。『大乱闘スマッシュブラザーズ SPECIAL』では変身したり特殊な攻撃モードに入る最後の切りふだが廃止されたのに伴い、初段攻撃が相手に当たると連続体当たりを自動で仕掛けるという攻撃になった。

### ピカチュウの名を冠したゲーム作品
ゲーム機
- 『ポケットピカチュウ』

ゲームソフト
- 『ポケットモンスター ピカチュウ』
- 『ピカチュウげんきでちゅう』
- 『ポケモンチャンネル 〜ピカチュウといっしょ!〜』
- 『ポケパークWii 〜ピカチュウの大冒険〜』
- 『名探偵ピカチュウ』
- 『ポケットモンスター Let's Go! ピカチュウ・Let's Go! イーブイ』

## アニメでのピカチュウ
アニメシリーズでは、サトシのピカチュウ以外の別個体のピカチュウが出ることは少ない。しかし、ゲストとして登場した時には重要な役割を果たしていることが多い。
2023年版からはサトシのピカチュウに代わってキャプテンピカチュウがレギュラーキャラクターとして登場する。

### 各トレーナーのピカチュウ
サトシのピカチュウ
2019年版までのアニメシリーズでは主人公サトシの1番のパートナーである。出会ったばかりの頃は仲が悪く対立していたが、オニスズメの襲撃をきっかけに自分を守ろうとしたサトシに心を開いた。声優は大谷育江。
レオン（ヒロシのピカチュウ）
サトシのライバルの一人、ヒロシも「レオン」というニックネームのピカチュウを持っている。前髪がハネているのが特徴。サトシのと比べて少し生意気な性格。声優はこおろぎさとみ。当初はモンスターボールに入っていたが、後にサトシのピカチュウと同様特別扱いになってきている。
マイケル（ビンセントのピカチュウ）
無印第69話『なみのりピカチュウのでんせつ』では、サーファーのビンセント（声 - 中田和宏）のポケモンとして、「マイケル」と言うニックネームの目の青い老齢のピカチュウが登場した。「マイケル」は20年前にビンセントによって海を漂流していたところを助けられた。20年に一度やってくる「ビッグチューズデー」と呼ばれる大波が来るのを予知する能力を持っており、これによりビンセントは一度失敗した「ビッグチューズデー」に再挑戦し成功する。なお、サトシのピカチュウと共にムサシ達に狙われた事があったが、産卵の時期だったギャラドスの襲撃で難を逃れた。声優は坂本千夏。
コピーピカチュウ（ミュウツーのピカチュウ）
劇場版『ミュウツーの逆襲』に登場したピカチュウ。サトシのピカチュウの遺伝子によって作られたコピーポケモン。耳の模様が若干異なるのが特徴。このピカチュウは攻撃的で気性の荒い性格をしているが本性は涙もろく、自分と戦おうとしないオリジナルのピカチュウに攻撃（素手でのビンタ）をし続け、遂には泣き崩れてしまうという一面も見せる。声優はムサシ役の林原めぐみ。
シュガー（アマノのピカチュウ）
DP第24話『対決! サトシ対ピカチュウ!?』にてアマノ（声 - 寺内よりえ）のポケモンとして登場。ケーキ作りの為に強力な電撃を必要としていた事から一人修行の旅に出ていた。現在はライチュウとなって再び一緒に暮らしている。尻尾を使って頭をかくのが特徴。
デンジのピカチュウ
DPにてジムリーダー・デンジの幼少期からの手持ちポケモンとして登場。現在はライチュウに進化している。
アユミのピカチュウ
BWデコロラアドベンチャーの特別編（デント回）にて登場。こちらは尻尾がハート型になっていることから♀である。声優は伊瀬茉莉也。
鏡像のサトシのピカチュウ
XY第36話『うつしみの洞窟! 鏡の国のサトシとサトシ!?』にて登場。鏡像のサトシのパートナー。XY当時の本物のサトシのピカチュウとは逆にやんちゃでやや気性の荒い性格をしており、無印初期の本物の性格に近くなっている。声優は本物のサトシのピカチュウと同様に大谷育江。
フランクのピカチュウたち
XY第78話にて登場。沢山のピカチュウが登場している他にゲーム版『オメガルビー・アルファサファイア』に登場した「おきがえピカチュウ」という特別なピカチュウ5匹が登場。マダム・アイドル・ドクターのピカチュウには本来のメスの個体のしっぽの先に黒いハートマークが付いている（ハードロックとマスクドのピカチュウはオスの個体と同じ尻尾である）。声優は全てサトシのピカチュウ役の大谷育江だが、劇中映画の吹き替えによる台詞シーンでは担当声優は異なる（ハードロック・ピカチュウは三木眞一郎、マダム・ピカチュウは伊東みやこ、アイドル・ピカチュウはかないみか、ドクター・ピカチュウは林原めぐみ、マスクド・ピカチュウは石塚運昇）。
トンガリ（ジミーのピカチュウ）
XY&Z第22話にてギタリストのジミー（声 -  下野紘）のポケモンとして登場。モヒカンのような前髪が特徴。使用技は「10まんボルト」、「でんこうせっか」、「かみなりパンチ」、「あなをほる」。声優は小桜エツコ。
ピカーラのピカチュウたち
SM第第91話で、ピカーラ（声 - 藤田咲）とともにピカチュウのたにで暮らしている大量のピカチュウが登場。個体ごとにニックネームが付けられているほか、一部はゲーム『Let's Go! ピカチュウ』で可能となった髪型のアレンジがなされている。このうち、前髪が丸まっている♀の「クリン」と、色違いでツッパリ風の髪型をした♂の「バンチョー」がサトシのピカチュウとともに話に大きく関わる。終盤ではバンチョーがひっさつのピカチュートで、たにを襲撃しにきたムサシ達を撃退している。声優はクリンが藤田ニコル、バンチョーが陶山章央、その他のピカチュウがかないみか、藤村知可、真堂圭、菊地瞳。
キャプテンピカチュウ（フリードのピカチュウ）
2023年版から登場。「キャップ」がニックネームの船長帽がトレードマークのライジングボルテッカーズの飛行船である「ブレイブアサギ号」の船長で、フリードのパートナーである一匹。アメジオのパートナーであるソウブレイズと互角に戦うほどの実力を持っており、非常に素早い。性別はオスで、よく腕を組んでいる。フリード曰く「かわいいアレルギー」で「かわいい」と言われるとくしゃみをしてしまう体質。89話ではインフィニットライジングの上昇気流に巻き込まれたフリードと離れ離れになってしまい、以降ロイに預けられる。使用技は「かみなりパンチ」、「かげぶんしん」、「ボルテッカー」（いずれも第2話から使用）。声優はサトシのピカチュウと同じく大谷が演じており、他にも第16話から登場したエクスプローラーズのメンバーであるサンゴも担当した。

### 野生のピカチュウ
無印第39話「ピカチュウのもり」では野生のピカチュウの群れに遭遇した。ピカチュウの群れは初めはサトシのピカチュウを敬遠していたが、サトシのピカチュウが群れの一匹である小柄なピカチュウを助けたことから、ピカチュウとサトシ達が森を抜ける際にエールを送った。声優は西村ちなみ、川田妙子など。

### その他のアニメのピカチュウ
- 無印第2話「たいけつ! ポケモンセンター！」では、ロケット団によってポケモンセンターが停電になった時、数匹のピカチュウが非常時の電力源として放電をするシーンが見受けられる。
- 無印第15話「サントアンヌごうのたたかい！」では、サントアンヌ号の中でロケット団とのバトル中に、サトシのピカチュウを含めた数匹のピカチュウが連携して攻撃するシーンが見受けられる。
- 無印第37話「メタモンとものまねむすめ」では、モノマネハウスのオーナー、イミテのメタモンがピカチュウに変身し、サトシにも本物がどちらだか分からなくなる。声優は三石琴乃。
- 無印第56話「ポケモンけんていしけん」では、コジロウの貸し出しポケモンとして登場、コジロウは自信満々で電撃技を命令するも、試験官のゴローンには通用せずに敗れる。さらに、本人は他の2匹を出す反則行為で失格となった。
- 無印第243話「ポケモンまほうでだいへんしん!?」では、魔法使いのリリー（声 - 釘宮理恵）の魔法が失敗したことで、サトシがピカチュウに変身してしまうシーンがある（続く第244話の冒頭で元に戻った）。
- 『ポケモン不思議のダンジョン 出動ポケモン救助隊ガンバルズ!』では、原作のディグダの代わりとしてエアームドに連れさらわれていたが、ガンバルズによって助けられた。声優は半場友恵。
- DP第56話「ミカルゲの要石！」では、大昔に暴れていたミカルゲを封印し、村を救ったとされている「伝説の勇者」の手持ちポケモンとしてピカチュウが挙げられている。
- XY第78話では映画撮影用にサトシのピカチュウやおきがえピカチュウの他にも大量のピカチュウが登場した。劇中映画における一部のピカチュウの吹き替えによる台詞はセレナとユリーカが担当している（他のピカチュウの台詞についてはアニメ内では誰が担当しているか不明となっている）。なおサトシのピカチュウはスーパー・ピカチュウとして登場している（劇中映画の吹き替えによる台詞も大谷育江が担当、アニメ内にもスーパー・ピカチュウの声を吹き込んでいる女性が登場している）。
- 新無印第35話では大量発生したピカチュウが登場。そのうち一体のメスの個体がゴウにゲットされたが、後にライチュウに進化した。周りのポケモンにきのみを配りたがる世話焼きな性格。
- 新無印第47話ではロケット団が用意したピカチュウに似たメカほぼほぼピカチュウが登場。鳴き声（「ヒカチュウ」と鳴く）以外は本物そっくり（ニャース曰く鳴き声だけは再現できなかった）。ロケット団がサトシのピカチュウとすり替えようとしたが、誤って偽物の方を連れて去ってしまい、鳴くまで偽物だと気づいていなかった。
- Webアニメ『ポケモンジェネレーションズ』第1話にて、少年トレーナーのポケモンとして登場。声優は吹き替え版・英語版と共に折笠富美子が担当している（海外でピカチュウの声優が大谷以外で共通されているのが初）。

### アニメ放送の影響
アニメが放送された際、主人公のサトシが最初にもらって、物語の中心的存在となったことをきっかけに、小中学生を中心に絶大な人気を得た。のちにピカチュウを扱ったキャラクター商品が多数発売されるなど、ポケモンを象徴する存在となり、やがては任天堂や、さらには日本のゲームというもの全体を象徴するシンボルのように扱われるようになり、社会現象を巻き起こすこととなった。その厚遇ぶりは、劇場版ポケットモンスターシリーズの名称が「ピカチュウ・ザ・ムービー」とされていることからもうかがえる。
万国共通で発音が「ピカチュウ」であり、またアニメ版の声優も日本側の要請でごく一部の作品を除き、大谷育江の声がそのまま使用されている。このためアフレコ時には大谷のピカチュウのみ別録りとなっている。大谷が一時休業した際も、大谷が声優を担当していたマネネには代役が立てられた中、ピカチュウの声は過去の音声のサンプリングで対応された。
初期のデザイン（原作及び初期のアニメ版）のものと現在のものでは顔つきや体つきが多少異なり、当初はもっと肉付きがよく、二 - 三頭身だった。しかしアニメの放送が続くにつれ次第に細身になり三 - 四頭身になっていった。このようなデザインが一般に定着したこともあり、その後ゲームの方でもアニメ版のデザインが取り入れられるに至った。

## 漫画でのピカチュウ
『ポケットモンスターSPECIAL』ではレッドのポケモンとして登場。ニックネームは「ピカ」で性別は♂。また、同作のイエローも所持している。ニックネームは「チュチュ」で性別は♀であり、レッドのピカとは恋人同士。『スカーレット・バイオレット』編では女主人公のスカーレット・コイトが♀のピカチュウを所持している。本作では御三家と同様ピカチュウを所有するトレーナーに制限があり、基本的に図鑑所有者とゲーム上のメインキャラを除きピカチュウ系統は所持出来ない設定になっており、それ以外は原作で所持していても没収されている。図鑑所有者以外でピカチュウを所持しているのは、14章のハウのみである。
その他の作品でも主人公のパートナーとして描かれる事が多い。穴久保版の漫画や『電撃!ピカチュウ』などがこれにあたる。他の作品でも必ずと言っても良いほどの比率で登場し、中には『ポケットモンスター PiPiPi★アドベンチャー』のように主人公を務める作品もある。

## 企画から生まれたピカチュウ
当初はカードゲームを中心とした企画だった「なみのりピカチュウ」や「そらをとぶピカチュウ」は、徐々に関連ゲームでも存在するようになった。「なみのりピカチュウ」はサーフボードに乗った姿、「そらをとぶピカチュウ」はいくつもの風船を使い空を飛ぶ姿で描かれており、企画当初の頃の『月刊コロコロコミック』での付属ステッカーでは、白い翼をつけている個体も見受けられる。
当初はこれらの特別なピカチュウを受け取る手段は抽選配布に限定されていたが、後の『ポケモンスタジアム』では、一定条件をクリアするとピカチュウが「なみのり」を覚えることができ、『ポケモンボックス ルビー&サファイア』では進化前のピチューが「なみのり」を覚えた状態で生まれてくるタマゴをもらうことができる。『ポケモンバトルレボリューション』では、エンディング後にショップに追加される「ひみつのおくりもの」を『ダイヤモンド・パール』に送ることでなみのりピカチュウを入手できる。また、ポケモンセンターヨコハマの移転時にも「なみのり」を覚えたピカチュウが配布されていた。
『ダイヤモンド・パール・プラチナ』発売後のイベントやキャンペーンでは、「プレゼント」や「あくび」を覚えたピカチュウがそれぞれ配布されていた。また、前述のとおり『ハートゴールド・ソウルシルバー』に付属するポケウォーカーのお出かけコース「きいろのもり」でも、「なみのり」「そらをとぶ」をはじめとする通常では覚えないワザを覚えたピカチュウを入手することが可能である。
派生作品においては、『ポケモンカードGB』では実際のカードと同じものがゲーム内のイベントで手に入る。『ポケモンスナップ』では条件をクリアすると「そらをとぶピカチュウ」を撮影することができるようになる。ポケモンカードゲームDPt2-B「時の果ての絆」では最高レアリティではあるが「なみのりピカチュウ」「そらをとぶピカチュウ」が再録された。

## その他・現実世界におけるピカチュウ

### 交通
- アニメ版の製作会社の1つにジェイアール東日本企画があるため、同社の親会社・JR東日本のイベントや宣伝にピカチュウが登場することもしばしばある。
  - 特に毎年夏には桜木町駅周辺を中心にみなとみらい地区で「ピカチュウ大量発生チュウ！」というイベントが、首都圏を中心にポケモンスタンプラリーが行われ、過去には山手線やグループ会社である東京モノレールにピカチュウをはじめとするポケモンのステッカーが貼られた電車が走行していた。また、2008年以降の夏休み期間中に同社の東北・上越新幹線をはじめとする各新幹線を走行する各車両にも同様のラッピングが行なわれていたこともある。
  - 大船渡線で運行している観光列車POKÉMON with YOU トレインが2017年にリニューアルされた際、「親子でピカチュウと楽しむ列車」をコンセプトとして車両の内装・外装がピカチュウをイメージしたものに変更された[18]。
- 全日本空輸が運航していたポケモンジェットの全てにピカチュウが描かれていた。ボーイング747-400の「ピカチュウジャンボ」と呼ばれる、機体全体がピカチュウカラーに塗られた特別塗装機も存在していた。
- 名古屋鉄道では、例年、ポケモン映画の公開に合わせたキャンペーンで、2000系電車などに、ピカチュウを含むポケモンのキャラクターをラッピングした車両を運行していた[19]。
  - また、2008年にはポケモンセンターナゴヤの移転記念[注釈 6]として、瀬戸線でも6000系電車に「ランニングピカチュウ号」の愛称でラッピングがされたこともある[20]。
- 2014年3月31日から三重交通でピカチュウのデザインをあしらった電気バスが運行を開始した。伊勢営業所に所属しており、外宮内宮線限定で運行されていたが[21]、2017年2月26日を以て運行を終了し、ピカチュウを含むでんきタイプのポケモンのラッピングにリニューアルされた[22]。
- スカイマークでは、株式会社ポケモンの「そらとぶピカチュウプロジェクト」に賛同し、2021年6月21日から「ピカチュウジェット BC」（ボーイング737-800）を沖縄（那覇・宮古島（下地島））発着路線を中心に運行している。機体全体がピカチュウカラーに塗られ、そらとぶピカチュウが描かれている。

ピカチュウをはじめとするポケモンのラッピングを施した山形新幹線の新幹線E3系電車
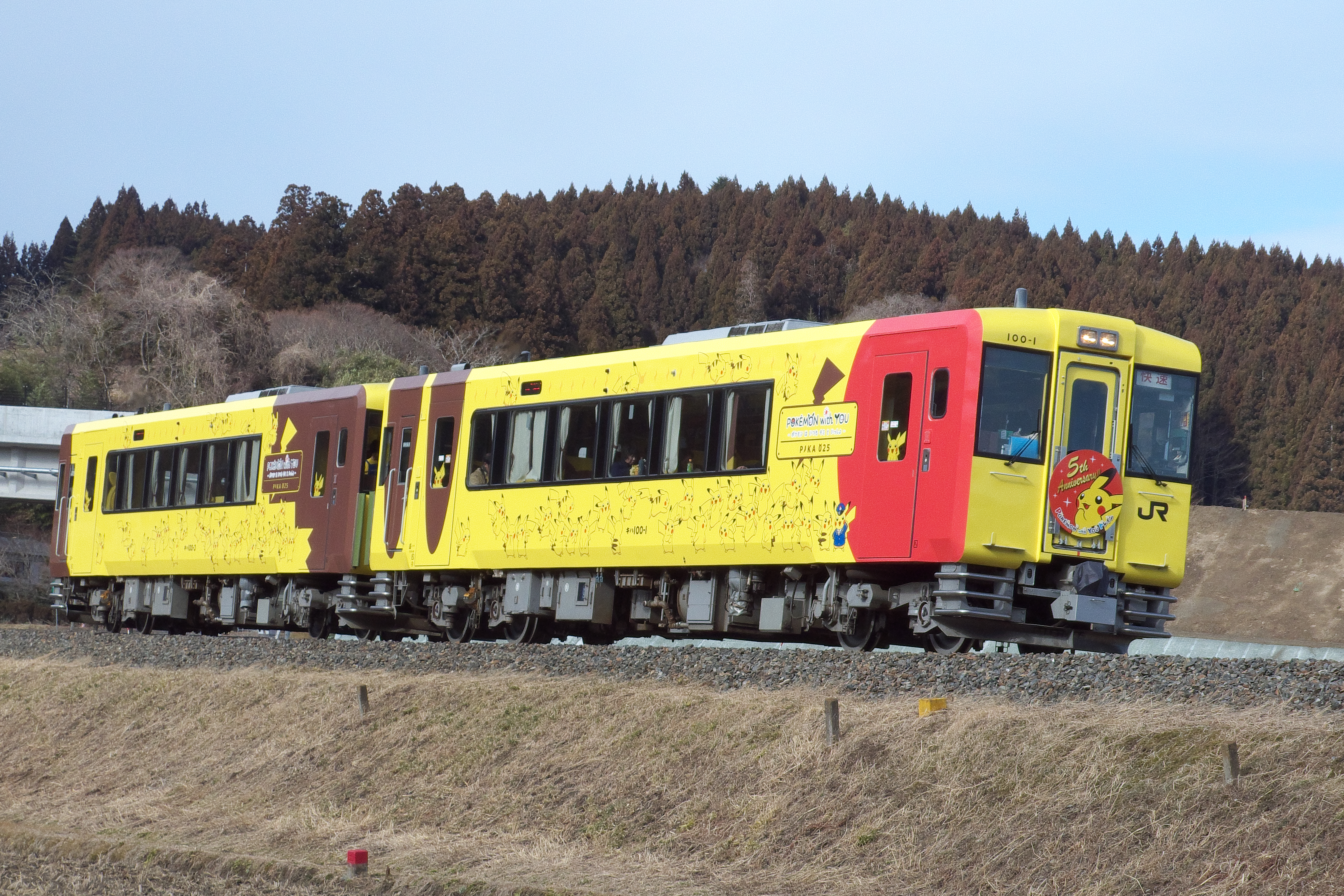
2017年にリニューアルされた後のPOKÉMON with YOU トレイン仕様キハ100系気動車
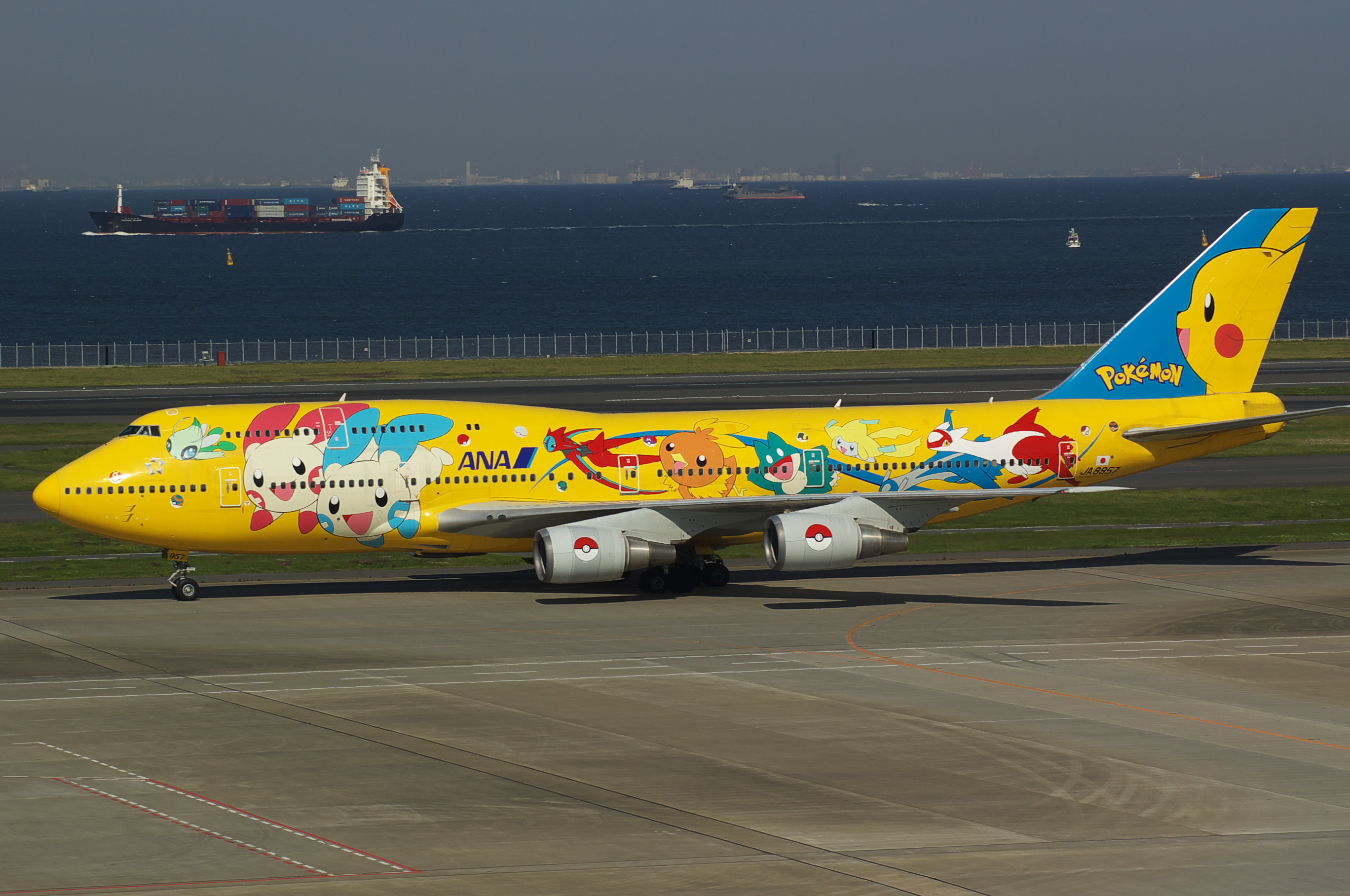
ANAで運航されていたピカチュウジャンボ

### 雑誌掲載
- 1999年、タイム誌アジア版の「The Best People of 1999」の第2位にピカチュウが選ばれた。1位はリッキー・マーティン[23]。
- タイム誌の国際版でも1999年11月22日号で表紙を飾る快挙を果たした。ただし、中心に据えられたのはピカチュウではなくニョロゾであった[24]。
- 2003年、フォーブス誌が発表した「2002年に（世界で）最も稼いだ架空のキャラクター」の8位にピカチュウがランクインした[25]。なお、背景となる物語・原作が存在する架空の人物・キャラクターのランキングで、バービーやハローキティ等の商品用に作られたキャラクターは除外されている。2004年にも2003年と同様のランキングが発表され、10位にランクイン[26]。

### メディア
- テレビ東京には局としてのマスコットキャラクターが長らく存在しなかったため、テレビ朝日におけるドラえもんと同様にピカチュウがその役目を果たしており、2000年のシドニーオリンピック以降は、同局のオリンピック取材団が着用する取材団用バッジにも採用されている。その後、局独自のキャラクターが発表された[注釈 7]が、それ以降も取材団用バッジにはピカチュウがデザインされている。このバッジは、現地での取材協力のお礼や他国メディアとの交換にも使われているが、2016年のリオデジャネイロオリンピックでは、配布用に2,000個のバッジが持ち込まれたが、人気のあまり開催前に無くなってしまう事態になった[27]。
- Microsoft IME 2002で、変換モードを「話し言葉優先」にして「ぎれ」または「ぎぇ」という文字列を変換すると、「ピカチュウ」という変換候補が出てくる。これは盗用を発見するための一種の「透かし」であると考えられ、語源としてはポケモン関連の著作のある作家Gille Myotisの名前が有力。他にも任天堂内でのピカチュウのコードネームという説もある。これはWindows Vista以降やMicrosoft Office 2003以降上では確認されていない。
- オランダのトラックメーカーがピカチュウの声をサンプリングしたエレクトロニック・ダンス・ミュージック曲『Pikachu』(Oliver Heldens, Mr. Belt & Wezol, Spinnin Records, 2014)をリリース[28]。
- 2019年5月公開の実写映画『名探偵ピカチュウ』ではライアン・レイノルズ（日本語吹き替え版は西島秀俊）が声を担当。原作ゲームの設定通り一般人にはポケモンの鳴き声として聞こえる設定であり、そちらの鳴き声は大谷育江が担当している。

### 人物
- 美輪明宏は地毛を黄色に染めている事に引っ掛け「前世はピカチュウ」「私はピカチュウの母」などと発言している[29][30]。なお美輪は『劇場版ポケットモンスター ダイヤモンド&パール アルセウス 超克の時空へ』において、監督の湯山邦彦の強い要望によりアルセウスの声優に起用された[30]。
- 大沢悠里は自身のラジオ番組『大沢悠里のゆうゆうワイド』の企画「お色気大賞」で子供が登場する色艶話にピカチュウを登場させていた。
- 佐々木主浩がシアトルマリナーズに入団した際、マリナーズの共同オーナーでもあった任天堂の山内溥は「大リーグのピカチュウになってほしい」とコメントしている。
- 元バレーボール選手の竹下佳江は海外メディアのインタビューで「体型や素早い動きがピカチュウのようだ」と言われたことがある。
- ブラジルのサッカー選手・ヤーゴ・ピカチュウは、幼少期のニックネーム「ピカチュウ」をそのまま登録名として使用している。

### ピカチュウの名を冠したもの
- 1998年8月27日（8月28日とする資料もある）に、アメリカのカンザス州にあるトピカ市で、ピカチュウのプロモーションイベントとして1日だけ市の名前が「トピカチュウ」(Topikachu)に変更されポケモンのおもちゃが配布されたり、パレードなどが行われた。
- ウミウシの一種である「ウデフリツノザヤウミウシ」（学名：Thecacera pacifica）が、黄色い体色と先端が黒い角で、ピカチュウを思わせる外見であることから「ピカチュウウミウシ」という別名を持つ[31]。
- 2008年7月20日、神経回路網形成に関わる新規細胞外マトリックス蛋白質をコードする遺伝子であり動体視力の情報を脳へ効率よく伝えるために必要と見られるリガンドを、大阪バイオサイエンス研究所がマウスで発見し、ピカチュウの動きが素早いことにちなんで「ピカチュリン（英語：Pikachurin)」と名付けた[32]。
- 2012年6月16日阪神5レースで「カシノピカチュウ」と名付けられた競走馬がデビューし、優勝する。馬主は柏木務。通算44戦に出走するが、その後引退までにあげた勝利は1勝に留まった。

### その他
- ポケットモンスターの代表とされるピカチュウだが、社内において実施された人気投票では、それほど上位に食い込むことはなかった[33]。2016年に劇場版『ポケモン・ザ・ムービーXY&Z ボルケニオンと機巧のマギアナ』公開記念で行われた「ポケモン総選挙720」（ボルケニオンを除くカントー地方からカロス地方で発見されたポケモン720匹が対象）では4位だった[34][35]。2020年に2月27日の「Pokémon Day」を記念して行われた投票企画「ポケモン・オブ・ザ・イヤー」（『ポケットモンスター ソード・シールド』までに登場した全てのポケモンが対象）では19位（地方別では、カントー地方で4位）だった[36][37][38]。
- 読売新聞では、四字熟語や故事成語をポケモンといっしょにおぼえようというシリーズが連載され、『一念発起・いちねんほっき』（四字熟語）[39]、『明朗快活・めいろうかいかつ』（四字熟語）[40]、『管鮑の交わり・かんぽうのまじわり』（故事成語）[41]『心機一転・しんきいってん』（熟語大事典）[42]の紹介にピカチュウが使用された。
- 2014年12月31日から2015年1月1日にかけて日本テレビ系列て放送された『絶対に笑ってはいけない大脱獄24時』の終盤において大勢のピカチュウの着ぐるみが登場した。その際、アニメ無印の初代オープニングテーマ『めざせポケモンマスター』がBGMとして流された。また、番組のエンドロールでは著作権表記のテロップが表記された[43]。
- 2014年以降、毎年8月のお盆期間中に横浜みなとみらい21で「ピカチュウ大量発生チュウ！」が開催されており[44][45][46][47]、同地域一帯にピカチュウの着ぐるみが大量に登場し、様々なアクセサリーや衣装を身に着けたピカチュウがパレードやショーを行なうほか、様々なイベントが実施されている。横浜市によれば、2014年・2015年の2年間で延べ343万人を集客し、広告費換算で約8億円のPR効果があった。また、2016年には同市と株式会社ポケモンの間で2020年度までの協力協定を締結している[48]。
- 2023年6月30日から7月2日にかけて、公式大会「ポケモンワールドチャンピオンシップス2023」の開催を記念し「ポケモンボールパーク ヨコハマ」と題して、NPBの横浜DeNAベイスターズとのコラボで、ピカチュウのデザインをあしらったキャップ、ヘルメットを着用して試合を行った[49]。
- ピカチュウは『赤・緑』の開発時、「でんきタイプ」｢2回進化する｣というオーダーでデザインされ、ライチュウの進化形としてゴロチュウもデザインされた。ゴロチュウはツノが生え、牙が剥き出しで雷様のようなデザインであったが、ピカチュウの進化は1回だけとなったため、採用されなかった[2]。その後、『金・銀』でピカチュウの進化前であるピチューが登場した。

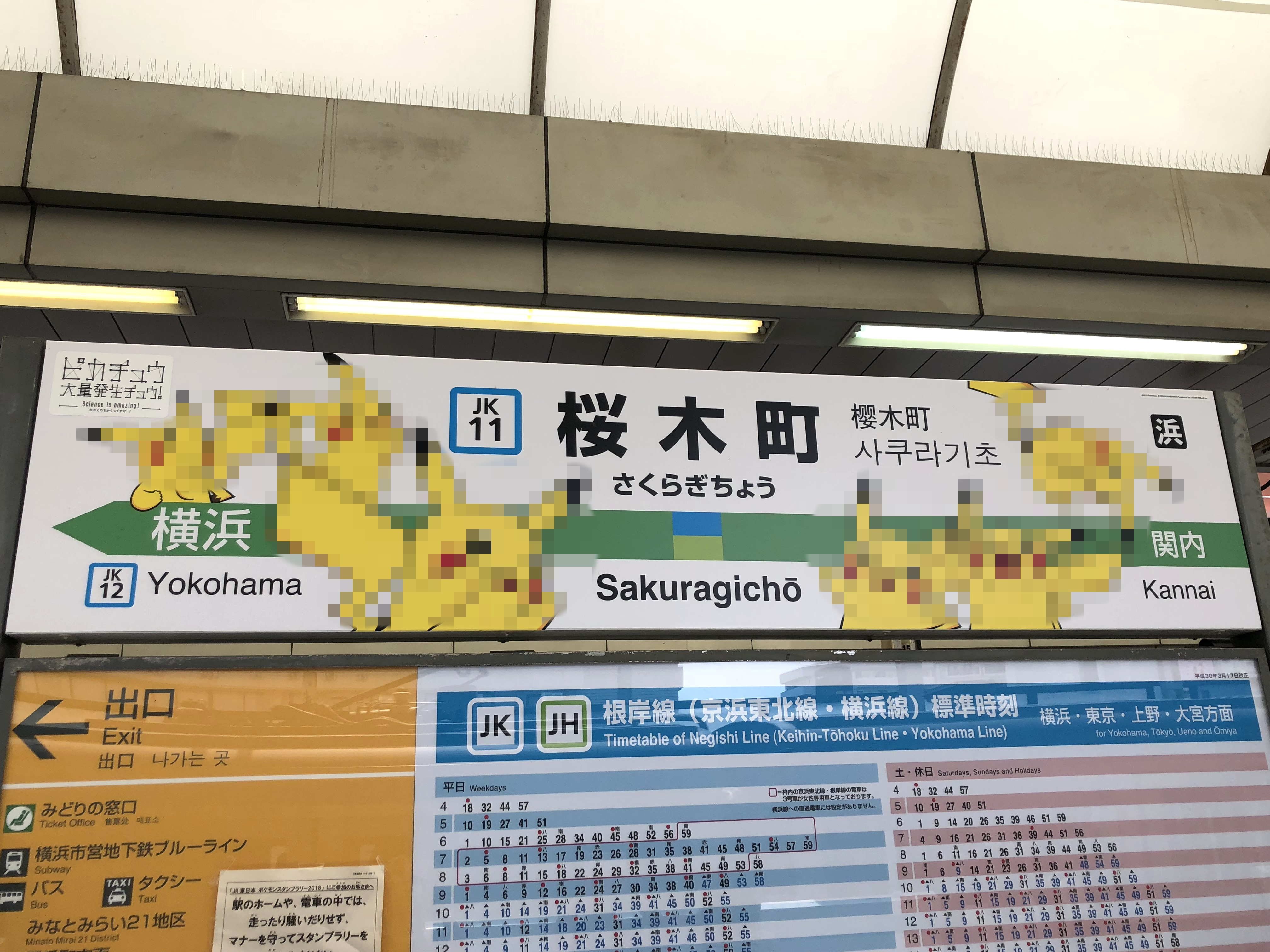
ピカチュウ仕様に装飾された駅名標（2018年8月、根岸線桜木町駅）